# پریتویراج (فیلم)
امپراتور پریتویراج (به هندی: Samrat Prithviraj) فیلمی محصول سال ۲۰۲۲ و به کارگردانی چاندراپراکاش دیویدی است. در این فیلم بازیگرانی همچون آکشی کومار، سانجی دات، مانوشی چیلار، سنو سود، اشوتوش رانا و ساکشی تنور ایفای نقش کرده‌اند.